# David Lewis Macpherson
Pour les articles homonymes, voir Macpherson.
David Lewis Macpherson, né le 12 septembre 1818 à Inverness en Écosse et décédé en mer le 16 août 1896. est un homme politique canadien qui fut président du Sénat. Il est également membre du Conseil législatif de la province du Canada.